# Shawn Hook
Shawn Hlookoff (nacido el 5 de septiembre de 1984, South Slocan, Columbia Británica Canadá), también conocido por su nombre artístico Shawn Hook originario de Nelson, Columbia Británica es un cantante, compositor y productor canadiense. Hook está firmado con Kreative Soul Entertainment, Inc. bajo licencia exclusiva de EMI Music Canada. Él tiene un reparto mundial con los expedientes de Hollywood Records para los lanzamientos fuera de Canadá.

## Carrera profesional
Estudió piano a través del conservatorio real desde los 4 años de edad. En la escuela secundaria, tocó el piano,y el trombón en un combo de jazz y big band de jazz bajo la dirección de Rick Lingard. Shawn se matriculó en un curso de composición musical en el monte. Sentinel High School y comenzó a escribir y grabar su propia música.
Su primer lanzamiento usando su nombre real Shawn Hlookoff fue en 2004 después de que Colin Davison alias Jude Davison, su maestro vocal en Selkirk College Music School se ofreció a producirlo. También actuó con la banda discográfica Shag como trombón y vocalista de respaldo. Inscribiéndose en el Instituto de Arte de Vancouver, estudió ingeniería de audio. Lanzó un segundo álbum independiente de 11 pistas en 2006 titulado Both Sides también acreditado como Shawn Hlookoff.
Fue el primer artista / compositor en firmar con ABC Studios en Los Angeles en 2008. Durante ese tiempo, hizo una aparición en vivo en Good Morning America Sus composiciones fueron presentadas en varios programas de televisión ABC, incluyendo "Life in Faith" en Eli Stone, "She Could Be You" en Kyle XY y "Be Myself" en griego. Su canción "Without You" se estrenó en la serie de MTV The Hills. Su música también fue presentada en otras series como Samurai Girl, Hospital General, etc. Durante su tiempo en Los Ángeles, consiguió su primer papel como actor invitado en la cadena Fox TV.
Adoptando el nombre artístico Shawn Hook, lanzó su álbum oficial de debut "Cosmonaut & The Girl" producido por Jon Levine en EMI con "So Close", "Every Red Light" y "Two Hearts Set on Fire" como singles del álbum. Él lanzó una canción del día de fiesta llamada, "sigue las luces" en 2012. En 2013 él colaboró con el DJ vida y Chebacca en una canción llamada "rayo del laser", lanzado en los expedientes profundos de la escucha. Fue con su éxito de 2014 "Million Ways" lanzado el 2 de septiembre de 2014 que ganó popularidad y después de convertirse en su más exitoso solo cartel en Billboard Canadian Hot 100 dándole tres éxitos simultáneos en el Canadian Hot 100. "Sound Of Your Heart", que ha alcanzado su punto máximo en el número 23 a partir del 6 de junio de 2015. "Sound of Your Heart" apareció en anuncios promocionales para la Temporada 20 de The Bachelor.
El 21 de diciembre de 2015, se anunció que Hook había firmado un acuerdo con el principal sello estadounidense Hollywood Records. Hollywood y ABC comparten la misma compañía matriz que reúne los contratos de Song writing y Recording de Hook en un solo acuerdo. En el otoño de 2016, Hook se unió a Lindsey Stirling en su gira por América del Norte. En febrero de 2016, fue elegido como Artista de Elvis Duran del Mes y fue presentado en el programa Today de NBC, presentado por Kathy Lee Gifford y Hoda Kotb y transmitido a nivel nacional donde actuó en directo su single "Sound of Your Heart". Más tarde, en 2016, abrió para Marianas Trenchon su gira por América del Norte.
En abril de 2017, Hook lanzó el sencillo "Reminding Me" con Vanessa Hudgens. Las dos estrellas aparecieron en el video musical, que también fue lanzado ese mes.

## Vida personal
Estableció la organización benéfica "Feed The Need" con la amiga de larga data Kara Martin, y recaudó donaciones para varias organizaciones benéficas, además de presentarse en varias escuelas secundarias regionales para recaudar alimentos para el banco de alimentos local. Hoy, continúa con la caridad registrada y ha sido rebautizado como "Live To Give".

## Discografía

### Álbumes
| Título                 | Detalles del álbum                                                                              |
| ---------------------- | ----------------------------------------------------------------------------------------------- |
| Both Sides             | - Publicado: 28 de noviembre de 2006 - Formatos: descarga digital - Discográfica: Independiente |
| Cosmonaut and the Girl | - Publicado: 8 de mayo de 2012 - Formatos: descarga digital - Discográfica: EMI                 |
| Analong Love           | - Publicado: 9 de junio de 2015 - Formatos: descarga digital - Discográfica: Kreative Soul      |

### EP
| Título                | Detalles del álbum | Mejor posición |
| Título                | Detalles del álbum | CAN            |
| --------------------- | --- | -------------- |
| My Side of Your Story | - Publicado: 16 de junio de 2017 - Formato: CD, descarga digital - Discográfica: Hollywood Records, Universal Music Canada | 74             |

### Sencillos
| Año  | Sencillo                          | Mejor posición | Mejor posición | Mejor posición | Certificaciones | Álbum                  |
| Año  | Sencillo                          | CAN            | US             | US Pop         | Certificaciones | Álbum                  |
| ---- | --------------------------------- | -------------- | -------------- | -------------- | --------------- | ---------------------- |
| 2008 | "Without You"                     | —              | —              | —              |                 | Sin Álbum              |
| 2012 | "Follow the Lights"               | —              | —              | —              |                 | Sin Álbum              |
| 2012 | "So Close"                        | 68             | —              | —              |                 | Cosmonaut and the Girl |
| 2012 | "Every Red Light"                 | 65             | —              | —              |                 | Cosmonaut and the Girl |
| 2014 | "Million Ways"                    | 44             | —              | —              |                 | Analog Love            |
| 2015 | "Sound of Your Heart"             | 23             | —              | 24             | - MC: Platino   | Analog Love            |
| 2016 | "Relapse"                         | 88             | —              | —              |                 | Analog Love            |
| 2017 | "Reminding Me" ft.Vanessa Hudgens | 30             | —              | —              | - MC: Platino   | My Side of Your Story  |

### Bandas Sonoras
- 2008: Kyle XY - "She Could Be You"
- 2008: Eli Stone - "Life in Faith"
- 2009: The Hills - "Without You"
- 2009: Greek - "Be Myself"
- 2009: Bitter/Sweet - "Straight to You"
- 2009: The Suite Life on Deck - "Wonderful Surprise"

## Premios y nominaciones
| Año  | Premio      | Categoría             | Trabajo  | Resultado |
| ---- | ----------- | --------------------- | -------- | --------- |
| 2008 | Juno Awards | Artista Nuevo del Año | El Mismo | Nominado  |
| 2016 | Juno Awards | Artista Fan del Año   | El Mismo | Nominado  |